# Bogdan Jantschew
Bogdan Jantschew (bulgarisch Богдан Янчев; * 26. Februar 1913; † unbekannt) war ein bulgarischer Radrennfahrer.

## Sportliche Laufbahn
Jantschew bestritt mit dem bulgarischen Vierer die Mannschaftsverfolgung bei den Olympischen Sommerspielen 1936 in Berlin und belegte mit seinem Team den 12. Platz. Weitere Resultate seiner Laufbahn sind nicht bekannt.